# جيان فيليب ميندي
جيان فيليب ميندي (بالفرنسية: Jean-Philippe Mendy)‏ (مواليد 4 مارس 1987) لاعب كرة قدم فرنسي يجيد اللعب في الهجوم .

## روابط خارجية
- جيان فيليب ميندي على موقع قاعدة بيانات كرة القدم.إي يو (الإنجليزية)
- جيان فيليب ميندي على موقع Soccerway.com (الإنجليزية)
- جيان فيليب ميندي على موقع عالم كرة القدم.نت (الإنجليزية)